# José Nello Marques
José Nello Marques (Garça, 24 de setembro de 1954 – São Paulo, 25 de janeiro de 2024) foi um jornalista e radialista brasileiro.
Iniciou sua carreira aos catorze anos na extinta Rádio Clube de Garça, em 1970, e permaneceu por três anos. Em seguida, trabalhou na Rádio Verinha de Marília, ao lado de Osmar Santos e Oswaldo Maciel, dois grandes narradores esportivos. Ao chegar em São Paulo, foi para a Rádio Record/Jovem Pan, que na época funcionavam juntas. Foi locutor comercial, setorista policial e repórter geral, até chegar às funções de apresentador e comentarista. Ainda passou pelas rádios Globo/Excelsior, Capital e Bandeirantes, em 1983.
Participou em 1991 da criação da rádio CBN. Na televisão, trabalhou na Rede Record, na TV Jovem Pan, na TV CBI, na Rede Manchete e na Rede Bandeirantes, onde comandou os programas Realidade, Acontece e Vídeos Incríveis.
Apresentou o programa Manhã Bandeirantes, exibido pela Rádio Bandeirantes nas manhãs de segunda a sexta-feira, e o USP Notícias, de segunda à sexta feira, das 17 às 19 horas, na rádio USP FM, 93,7.
É coordenador do curso de Comunicação Social das Faculdades Integradas Torricelli, de Guarulhos, além de mestre de cerimônia em eventos científicos e culturais.
Em novembro de 2008 foi demitido da Rádio Bandeirantes junto com outros profissionais, e o motivo, segundo a emissora, foi contenção de gastos. em 2013 criou sua rádio web, a Rádio Sonho, que mescla música e notícia.
Faleceu em 25 de janeiro de 2024 aos 69 anos, a causa da morte não foi divulgada.